# YKBX
YKBX（ワイケービーエックス）は、日本の映像作家、イラストレーター、グラフィックデザイナー、ミュージック・ビデオ監督である。
ロックバンドamazarashiと関係が深く、2009年発売のアルバム『0.』以降、アートワークディレクターとしてアートワーク、アーティストイメージ、ミュージックビデオ、イラスト、キャラクターデザインなどを手掛けている。
2015年からは女性シンガーソングライターさユりのアーティストビジュアルを担当。ミュージックビデオ撮影、アートワークの他、衣装のデザインも行っている。
2015年12月1日より株式会社ロボットとアーティストマネージメント契約を締結。

## 主な監督作品

### ミュージックビデオ
| アーティスト名       | 曲名 |
| -------------------- | --- |
| amazarashi           | 『光、再考』『夏を待っていました』(第14回文化庁メディア芸術祭エンターテインメント部門優秀賞受賞)『クリスマス』『アノミー』『古いSF映画』『ナモナキヒト』『ラブソング』『ジュブナイル』『スターライト』『もう一度』『無題』『多数決』『虚無病』『ヒーロー』『さよならごっこ』 |
| 安室奈美恵           | 『Hero』『Showtime』『Four Seasons』『HimAWArI』『Ballerina』 |
| AKB48                | 『ジャーバージャ』（アーティストデザインも担当） |
| 倖田來未             | 『WALK OF MY LIFE』 |
| さユり               | 『ミカヅキ』『それは小さな光のような』『来世で会おう』 |
| 渋谷慶一郎・初音ミク | 『THE END』（全てのビジュアルディレクション・演出・映像を担当）『イニシエーション』 |
| DJ JOZO MC HAKKO     | 『発酵醸造巡神話』 |
| 中島美嘉             | 『僕が死のうと思ったのは』（イラスト） |
| 平井堅               | 『ほっ』 |
| ゆきまゆこ           | 『しじみのダンス』（アニメーション） |
| DREAMS COME TRUE     | 『スピリラ』（アニメーション） |

### CM
- ワコム「Cintiq Creators Mash-Up」[15]
- Samantha Thavasa「Samantha×カワイイ×Art」
- ジャックス「RAISE THE GEAR」篇（イラスト、錦織圭出演）[16]
- グリコ乳業「おなか姫」[17]

### その他
- ナイキ展覧会イベント「THE SUPER NATURAL RIDE / 野性のつよさをよびさませ。」[18]
- 安室奈美恵×GUCCI×VOGUEホログラムファッションショー「FASHION’S NIGHT OUT 2013（FNO）」[19]
- 『ソチオリンピック』NHK公式オープニング演出
- エキシビション「メディア・アンビション・東京（MEDIA AMBITION TOKYO） 2014」（VJ）[20]
- 天才てれびくん（アートディレクション 2017-）
- NHK大河ドラマ「花燃ゆ」キャラクター「文ちゃん」[21]
- MY FIRST STORY「ACCIDENT」（トレイラー[22]）
- 渋谷慶一郎・杉本博司コラボコンサート「ETRANSIENT」（映像）[23]
- SPACE SHOWER TV 開局25周年 × 攻殻機動隊25周年 コラボレーション ステーションID 「TV Hacking」[24]
- 東京・日本科学未来館「SPACE SHOWER TV 開局25周年 × 攻殻機動隊25周年 × 日本科学未来館 GHOST IN THE SHELL ARISE“border:less experience”sounds curated by CORNELIUS」（オープニングムービー・紹介映像）[25][26]
- カウントダウンイベント「COUNT DOWN PARTY 2017」（2016年12月31日/Museum Cafe ＆ Restarant THE SUN ＆ THE MOON）映像演出[27]
- 小林泰三「わざわざゾンビを殺す人間なんていない。」装画[28]
- DJ和『J-アニソン神曲祭り-レジェンド-[DJ和 in No.1 不滅MIX]』TOWER RECORDSアナザージャケット[29]
- ソードアート・オンライン フェイタル・バレットスペシャルムービー「Sword Art Online Fatal Bullet-The Third Episode-」
- GUMI公式画集「GUMI GRAPHIXXX」[30]
- 第69回NHK紅白歌合戦DAOKO演出。
- 第70回NHK紅白歌合戦石川さゆり演出。
- SiM「SAND CASTLE feat.あっこゴリラ」（JKTデザイン）
- Little Glee Monster「ECHO」（アートデザイン）
- Netflix / 蜷川実花監督『FOLLOWERS』（StoA キャラクターデザイン・演出）
- DREAMS COME TRUE「スピリラ×YKBX展」（完全監修）

## 受賞
- 第23回文化庁メディア芸術祭 / エンターテイメント部門: 優秀賞
- 文化庁メディア芸術祭2011
- 文化庁メディア芸術祭2012
- 2019 Clio Entertainment Award / Live Entertainment部門: SILVER
- Spikes Asia Festival of Creativity 2019
  - Digital Craft部門: GOLD
  - Digial部門: SILVER
  - Mobile部門: BRONZE
  - Design部門: BRONZE
- ACC TOKYO CREATIVE AWARD 2019
  - ブランデッド・コミュニケーション部門（Aカテゴリー デジタル・エクスペリエンス）：GOLD
- MTV VIDEO MUSIC AWARD 2013
- SpaceShower TV Video Music Award 2013
- Promaxbda Asia AWARD BEST PROGRAMME TITLE SEQUENCE GOLD 2012
- Short Short film Festival Awards 2012
- SIGGRAPH 2011 Computer Animation Festival Nominees
- SIGGRAPH ASIA 2010 Computer Animation Festival Nominees
- SIGGRAPH ASIA 2011 Computer Animation Festival Nominees
- Japan Media Arts Festival 2010 WINNER
- Japan Media Arts Festival 2011 WINNER
- Japan Media Arts Festival 2012
- Annecy International Animated Film Festival 2011 Nominees
- one dot zero 2010 Nominees
- one dot zero 2011 Nominees
- 3DCG AWARDS 2010 WINNER
- 3DCG AWARDS 2011
- dot mov festival 2010

## 出演

### テレビ
- NHK Eテレ「テクネ 映像の教室」（2014年12月28日）

### 書籍
- 映像作家100人 2011 JAPANESE MOTION GRAPHIC CREATORS 2011（2011年4月25日）
- SWITCH 特別編集号「ソーシャルカルチャーネ申 1oo The Bible」（2012年10月6日）
「渋谷慶一郎×東浩紀×YKBX×Mona」として
- ILLUSTRATION 2013（2013年5月22日）
- 「月刊MdN」2014年1月号（2013年12月6日）

### イベント
- SPACE SHOWER MUSIC ART EXHIBITION「CREATOR'S SESSION」@渋谷space EDGE（2016年3月6日）
Evalaとのトークショー「音楽×アニメーション ＜デジタル表現の未来予報＞」[31]